# امنث
امنث (به انگلیسی: Emneth) یک روستا و محله مدنی در بریتانیا است که در King's Lynn and West Norfolk واقع شده‌است. امنث ۲٬۶۱۷ نفر جمعیت دارد.